# Wilhelm Heinrich Roscher
Wilhelm Heinrich Roscher, född den 12 februari 1845 i Göttingen, död den 9 mars 1923 i Dresden, var en tysk filolog och mytforskare, son till Wilhelm Roscher.
Roscher verkade 1869-1905 som gymnasielärare i Bautzen, Meissen och Wurzen, var 1894-1905 rektor för Wurzengymnasiet och ledde sedan 1884 utgivandet av Ausführliches Lexikon der griechischen und römischen Mythologie, ett lexikon om grekisk och romersk mytologi. Roscher företog vidsträckta forskningsresor bland annat i Dalmatien, Montenegro, Grekland och Mindre Asien. Bland hans många mytologiska skrifter märks Hermes der Windgott (1878), Die Gorgonen und Verwandtes (1879), Nektar und Ambrosia (1883), Die Sieben- und Neunzahl im Kultus und Mythus der Griechen (1904) och Die Zahl 40 im Glauben, Brauch und Schrifttum der Semiten (1908).